# Арна (тауншип)
Арна (англ. Arna) — тауншип в округе Пайн, Миннесота, США. На 2000 год его население составило 86 человек.

## География
По данным Бюро переписи населения США площадь тауншипа составляет 98,0 км², из которых 97,5 км² занимает суша, а 0,4 км² — вода (0,45 %).

## Демография
По данным переписи населения 2000 года здесь находились 86 человек, 43 домохозяйства и 22 семьи. Плотность населения —  0,9 чел./км². На территории тауншипа расположено 194 постройки со средней плотностью 2,0 построек на один квадратный километр. Расовый состав населения: 74,42 % белых, 1,16 % афроамериканцев, 17,44 % коренных американцев, 5,81 % — других рас США и 1,16 % приходится на две или более других рас. Испанцы или латиноамериканцы любой расы составляли 2,33 % от популяции тауншипа.
Из 43 домохозяйств в 11,6 % воспитывались дети до 18 лет, в 41,9% проживали супружеские пары, в 2,3 % проживали незамужние женщины и в 48,8 % домохозяйств проживали несемейные люди. 34,9% домохозяйств состояли из одного человека, при том 16,3 % — из одиноких пожилых людей старше 65 лет. Средний размер домохозяйства — 2,00, а семьи — 2,55 человека.
12,8 % населения — младше 18 лет, 8,1 % — в возрасте от 18 до 24 лет, 18,6 % — от 25 до 44, 38,4 % — от 45 до 64, и 22,1 % — старше 65 лет. Средний возраст — 50 лет. На каждые 100 женщин приходилось 126,3 мужчин. На каждые 100 женщин старше 18 приходилось 120,6 мужчин.
Средний годовой доход домохозяйства составлял 30 875 долларов, а средний годовой доход семьи —  30 875 долларов. Средний доход мужчин —  31 389  долларов, в то время как у женщин — 28 500. Доход на душу населения составил 19 521 доллар. За чертой бедности находились 8,6 % семей и 10,3 % всего населения тауншипа, из которых 33,3 % младше 18 лет.